# 蔓澤蘭
蔓澤蘭又名假泽兰（学名：Mikania cordata）为菊科蔓澤蘭屬下的一个种。分布于越南、柬埔寨、印度尼西亚、老挝、台湾岛以及中国大陆的海南等地，生长于海拔80米至100米的地区，多生长于山坡灌木林下，目前尚未由人工引种栽培。种名cordata意为心形的。